# 多可郡
多可郡（日语：／ Taka gun */?）是位於日本兵庫縣中部的郡。
現僅轄有以下1町：
- 多可町

過去多可郡的範圍還包括現在的西脇市大部分地區和神崎郡神河町的東北部地區。

## 歷史
過去屬於播磨國轄下的郡，漢字也寫作「託賀郡」。
19世紀末江戶時代結束之際，郡內區域多屬幕府直轄領地，另有少部分區域屬於古河藩、尼崎藩、三草藩、忍藩的領地。
隨著1868年幕府的結束及接著實施的廢藩置縣政策，郡內各地曾先後分屬兵庫裁判所、府中裁判所、兵庫縣、久美濱縣、生野縣、古河縣、尼崎縣、三草縣、忍縣管轄，直到1871年才全數整併為姬路縣的轄區，1876年再次整併到兵庫縣內。
1879年實施郡區町村編制法，正式的設置了近代的行政區劃「多可郡」，當時的郡役所設在中村町（位於現在的多可町）。

### 年表

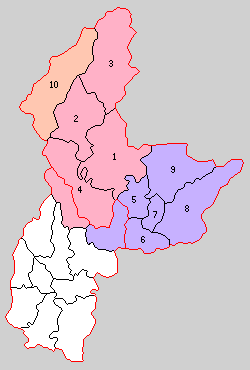
1889年時多可郡轄下的行政區劃：
1.中村 2.松井庄村 3.杉原谷村 4.野間谷村 5.日野村 6.重春村 7.津萬村 8.比延庄村 9.黑田庄村 10.越知谷村
（紫色：現屬西脇市、紅色：現屬多可町、橙色：現屬神崎郡神河町）

- 1889年04月1日：實施町村制，下設：中村、松井村、杉原谷村（日语：杉原谷村）、野間谷村（日语：野間谷村）、日野村（日语：日野村 (兵庫県)）、重春村（日语：重春村）、津萬村、比延村、黑田庄村、越知谷村（日语：越知谷村）。（10村）
- 1896年04月1日：越知谷村改隸屬神崎郡。（9村）
- 1896年7月1日：實施郡制（日语：郡制），設立郡參事會（日语：郡参事会）。
- 1917年11月1日：津萬改制為町，同時改名為西脇町（日语：西脇町 (兵庫県)）。（1町8村）
- 1923年04月1日：廢除郡會和郡參事會。
- 1924年04月1日：中村改制為中町（日语：中町 (兵庫県)）。（2町7村）
- 1926年07月1日：廢除郡役所，此後郡不再作為行政區劃，只作為地名的表示。
- 1952年04月1日：西脇町、日野村、重春村、比延庄村合併為西脇市，並脫離多可郡。[2]（1町4村）
- 1954年03月25日：野間谷村和加西郡大和村（日语：大和村 (兵庫県)）合併為八千代村。
- 1955年01月1日：松井庄村和杉原谷村合併為加美村。（1町3村）
- 1960年01月1日：（4町）
  - 加美村改制為加美町（日语：加美町 (兵庫県)）。
  - 八千代村改制為八千代町（日语：八千代町 (兵庫県)）。
  - 黑田村改制為黑田町。
- 2005年10月1日：黑田庄町和西脇市合併為新的西脇市，並脫離多可郡。（3町）
- 2005年11月1日：中町、加美町、八千代町合併為多可町。（1町）

### 變遷表
| 1889年4月1日 | 1889年-1926年               | 1926年-1944年               | 1944年-1954年               | 1954年-1989年              | 1954年-1989年              | 1989年-現在                | 現在                       |
| ------------ | --------------------------- | --------------------------- | --------------------------- | -------------------------- | -------------------------- | -------------------------- | -------------------------- |
| 加西郡大和村 | 加西郡大和村                | 加西郡大和村                | 1954年3月25日 八千代村      | 1954年3月25日 八千代村     | 1960年1月1日 八千代町      | 2005年11月1日 多可町       | 2005年11月1日 多可町       |
| 野間谷村     |                             |                             | 1954年3月25日 八千代村      | 1954年3月25日 八千代村     | 1960年1月1日 八千代町      | 2005年11月1日 多可町       | 2005年11月1日 多可町       |
| 中村         | 1924年4月1日 中町           | 1924年4月1日 中町           | 1924年4月1日 中町           | 1924年4月1日 中町          | 1924年4月1日 中町          | 2005年11月1日 多可町       | 2005年11月1日 多可町       |
| 松井村       | 松井村                      | 松井村                      | 松井村                      | 1955年1月1日 加美村        | 1960年1月1日 加美町        | 2005年11月1日 多可町       | 2005年11月1日 多可町       |
| 杉原谷村     |                             |                             |                             | 1955年1月1日 加美村        | 1960年1月1日 加美町        | 2005年11月1日 多可町       | 2005年11月1日 多可町       |
| 日野村       | 日野村                      | 日野村                      | 1952年4月1日 西脇市         | 1952年4月1日 西脇市        | 1952年4月1日 西脇市        | 2005年10月1日 西脇市       | 2005年10月1日 西脇市       |
| 重春村       |                             |                             | 1952年4月1日 西脇市         | 1952年4月1日 西脇市        | 1952年4月1日 西脇市        | 2005年10月1日 西脇市       | 2005年10月1日 西脇市       |
| 津萬村       | 1917年11月1日 西脇町        | 1917年11月1日 西脇町        | 1952年4月1日 西脇市         | 1952年4月1日 西脇市        | 1952年4月1日 西脇市        | 2005年10月1日 西脇市       | 2005年10月1日 西脇市       |
| 比延村       |                             |                             | 1952年4月1日 西脇市         | 1952年4月1日 西脇市        | 1952年4月1日 西脇市        | 2005年10月1日 西脇市       | 2005年10月1日 西脇市       |
| 黑田村       | 黑田村                      | 黑田村                      | 黑田村                      | 黑田村                     | 1960年1月1日 黑田町        | 2005年10月1日 西脇市       | 2005年10月1日 西脇市       |
| 越知谷村     | 1896年4月1日 神崎郡越知谷村 | 1896年4月1日 神崎郡越知谷村 | 1896年4月1日 神崎郡越知谷村 | 1955年3月31日 神崎郡神崎町 | 1955年3月31日 神崎郡神崎町 | 2005年11月7日 神崎郡神河町 | 2005年11月7日 神崎郡神河町 |